# (1878) Hughes
(1878) Hughes est un astéroïde de la ceinture principale découvert le 18 août 1933 à Uccle par l'astronome belge Eugène Joseph Delporte.

## Historique
Sa désignation provisoire, lors de sa découverte le 18 août 1933, était 1933 QC.

## Caractéristiques
Sa distance minimale d'intersection de l'orbite terrestre est de 1,832 080 ua.